# Lijst van voetbalinterlands Salomonseilanden - Samoa
Deze lijst van voetbalinterlands is een overzicht van alle officiële voetbalwedstrijden tussen de nationale teams van de Salomonseilanden en Samoa. De landen hebben tot op heden twee keer tegen elkaar gespeeld. De eerste ontmoeting, een wedstrijd tijdens de South Pacific Games 2007, werd gespeeld in Apia op 3 september 2007. Het laatste duel, een groepswedstrijd tijdens de Pacifische Spelen 2023, vond plaats op 17 november 2023 in Honiara.

## Wedstrijden
| № | Plaats  | Datum            | Competitie               | Wedstrijd                | Uitslag |
| - | ------- | ---------------- | ------------------------ | ------------------------ | ------- |
| 1 | Apia    | 3 september 2007 | South Pacific Games 2007 | Samoa − Salomonseilanden | 0 − 3   |
| 2 | Honiara | 17 november 2023 | Pacifische Spelen 2023   | Salomonseilanden − Samoa | 1 − 0   |

## Samenvatting
| Competitie          | Totaal gespeeld | Winst Salomonseil. | Gelijk | Winst Samoa | Doelsaldo Salomonseil. – Samoa |
| ------------------- | --------------- | ------------------ | ------ | ----------- | ------------------------------ |
| Pacifische Spelen   | 1               | 1                  | 0      | 0           | 1 − 0                          |
| South Pacific Games | 1               | 1                  | 0      | 0           | 3 − 0                          |
| Totaal              | 2               | 2                  | 0      | 0           | 4 − 0                          |

SIFF · 
Salomonseilands vrouwenelftal
Interlands
Tegenstander:
Amerikaans-Samoa ·
Australië ·
Cookeilanden ·
Fiji ·
Guam ·
Hongkong ·
Macau ·
Maleisië ·
Nieuw-Caledonië ·
Nieuw-Zeeland ·
Papoea-Nieuw-Guinea ·
Samoa ·
Singapore ·
Taiwan ·
Tahiti ·
Tonga ·
Vanuatu
FFS · 
A-internationals · 
Samoaans vrouwenelftal
1989 – 1999 · 
2000 – 2009 · 
2010 – 2019 ·
2020 − 2029
Amerikaans-Samoa ·
Australië ·
Cookeilanden ·
Fiji ·
Nieuw-Caledonië ·
Nieuw-Zeeland ·
Papoea-Nieuw-Guinea ·
Salomonseilanden ·
Tahiti ·
Tonga ·
Vanuatu